# جراد روس
جراد روس (بالإنجليزية: Jarrad Ross)‏ هو لاعب كرة قدم أسترالي في مركز الدفاع، ولد في 4 مايو 1990 في نيوكاسل في أستراليا. لعب مع ليك ماكوياري أفسي ونيوكاسل يونايتد جتس.